# 푸티엔현
푸티엔현(베트남어: Huyện Phú Thiện / 縣富善)은 베트남 중부 고원 지방 잘라이성의 현이다.

## 행정 구역
푸티엔현은 1시진, 9사를 관할하고 있다.

### 시진
- 푸티엔 시진 (Thị trấn Phú Thiện, 富善市鎭)

### 사
- 아윤하사 (Xã Ayun Hạ)
- 쯔로쁘난사 (Xã Chrôh Pơnan)
- 쯔 사 (Xã Chư A Thai, 諸阿太社)
- 이어아께 사 (Xã Ia Ake)
- 이어히아오 사 (Xã Ia Hiao, 亞好社)
- 이어삐아 사 (Xã Ia Piar, 亞别社)
- 이어뼁 사 (Xã Ia Peng, 亞邦社)
- 이어솔 사 (Xã Ia Sol, 亞索社)
- 이어옝 사 (Xã Ia Yeng, 亞楊社)